# 柴崎信三
柴崎 信三（しばさき しんぞう、1946年  - ）は、日本のジャーナリスト、著述家。

## 経歴
東京都に生まれる。
1969年、慶應義塾大学法学部政治学科を卒業して、日本経済新聞社に入社した。社会部記者、編集委員、文化部長、日本経済新聞論説委員兼編集委員などを歴任する。2007年に退社した。
退社後、ジャーナリストと美術方面での著作活動のほか、獨協大学、白百合女子大学、文化学園大学で美術文化や比較社会史などを講じた。
大学設置・学校法人審議会、著作権審議会各委員、国立大学法人筑波大学経営協議会委員、学校法人獨協学園理事、独立行政法人国民生活センター理事などを務めた。

## 主な著作
- 『魯迅の日本 漱石のイギリス』日本経済新聞出版社、1999年
- 『絵筆のナショナリズム フジタと大観の〈戦争〉』幻戯書房、2011年
- 『パトリ〈祖国〉の方へ：一九七〇年の<日本発見>』ウェッジ、2013年
- 『〈日本的なもの〉とはなにか：ジャポニスムからクールジャパンへ』筑摩書房〈筑摩選書〉、2015年
- 『絵画の運命：美しきもの見し人は』幻戯書房、2020年
- 『三島由紀夫という迷宮』草思社、2025年9月

## 賞歴
- 菊池寛賞（連載企画『サラリーマン』、団体受賞、1984年）[2]
- 新聞協会賞（連載企画『美の回廊』、代表受賞、1992年）[3]